# Плоски
Плоски је насељено место у општини Сандански у области Благоевград, Бугарска. Према попису из 2021. године блио је 524 становника.
Према бугарском географу и историчару, Василу Канчову, у Плоскију је 1900. године живело 750 Турака, 400 Словена хришћана и 190 Рома. После Балканских ратова насељене су словенске избеглице из грчке Македоније и досељеници из Каршијаке (Игралиште, Махалата и Палат). Десет старих сеоских кућа представљају споенике културе.
На попису из 2011 у Плоскију је био 631 становник.
| Национални састав према попису из 2011.‍ | Национални састав према попису из 2011.‍ | Национални састав према попису из 2011.‍ | Национални састав према попису из 2011.‍ | Национални састав према попису из 2011.‍ |
| --------------------------------------- | --------------------------------------- | --------------------------------------- | --------------------------------------- | --------------------------------------- |
|                                         |                                         |                                         |                                         |                                         |
| Бугари                                  | Бугари                                  |                                         | 601                                     | 95,2%                                   |